# トゲ (ジャライル部)
トゲ（モンゴル語: Tüge、生没年不詳）は、13世紀初頭にチンギス・カンに仕えたチャアト・ジャライル部出身の千人隊長（ミンガン）。
『元朝秘史』などの漢文史料では禿格(tūgé)、統格(tŏnggé)と記される。後者の漢字音写に従って、トンゲ(Töngge)とも表記される。

## 概要
『元朝秘史』によると、1196年にチンギス・カンがジュルキン部を滅ぼした際、父のチラウン・カイチと弟のカシとともにチンギス・カンの下に帰参したという。
その後のトゲの事蹟は不明であるが、1206年にモンゴル帝国が建国された時には帝国の幹部層たる千人隊長（ミンガン）に任ぜられた。『元朝秘史』の功臣表では10位に列せられている。息子のブギデイはチンギス・カンのケシクテイ（親衛隊）の隊長にもなったが、それ以後の子孫については知られていない。

## 子孫
『元朝秘史』によると、1206年にチンギス・カンがケシクテイ（親衛隊）の制度を整備した際に、トゲの息子のブギデイはコルチ（箭筒士）の長官に任ぜられたという。箭筒士の長官には他にもイェスン・テエ、ホルクダク、ラブラカらがいたが、イェスン・テエはこれらの長官の上に立ち、ブギデイがその副官的地位にあった。イェスン・テエ、ブギデイらの率いる箭筒士は特に「大箭筒士（イェケス・コルチン）」と呼ばれたという。
1229年に第2代皇帝オゴデイが即位すると多くのケシクテイ（親衛隊）長官が一新された中でイェスン・テエとブギデイは留任され、引き続きオゴデイの側近として活躍した。この後のブギデイの事蹟については不明であるが、イェスン・テエが第4代皇帝モンケ即位後の政変によって粛正されたこと、トゲ-ブギデイ家の子孫についての記録が全く残っていないことなどから、イェスン・テエとともに処刑されてしまったのではないかと推測されている。なお、イェスン・テエらの粛正を行ったのはトゲの甥の息子で、モンケの筆頭御家人のモンケセルであった。

## チャアト・ジャライル部チラウン・カイチ家
- チラウン・カイチ（Čila'un Qayiči ＞赤老温愷赤/chìlǎowēn kǎichì）
  - トゲ（Tüge ＞禿格/tūgé）
    - ブギデイ（Bügidei ＞不吉歹/bùjídǎi）

  - カシ（Qaši ＞合失/héshī）
  - チョア（Čo'a ＞搠阿/shuòā）
    - ノカイ（Noqai ＞那海/nàhǎi）
      - 大断事官モンケセル（Möngkeser ＞忙哥撒児/mánggēsāér,منكاسار/Munkāsār）
        - 万人隊長トゴン（Toγon ＞脱歓/tuōhuān）
        - ドルジ（Dorǰi ＞脱児赤/tuōérchì）
          - メンリ・テムル（Mengli Temür ＞明礼帖木児/mínglǐ tièmùér）

        - エセン・テムル（Esen Temür ＞也先帖木児/yĕxiān tièmùér）
          - ハルガスン（Qarγasun ＞哈剌合孫/hālàhésūn）

        - テムル・ブカ（Temür buqa ＞帖木児不花/tièmùér bùhuā）
          - 中書右丞相パーディシャー（Pādišāh ＞伯答沙/bǎidāshā）

        - ヒンドゥクル（Hinduqur ＞hindūqūr/هندقور）